# FASTA
FASTA は、DNA の塩基配列とタンパク質のアミノ酸配列のシーケンスアラインメントを行うための、バイオインフォマティクスのソフトウェアパッケージである。
FASTA と同様にシーケンスアライメントを行うためのソフトウェアとして、BLAST なども知られる。
最初のバージョンは FASTP という名前であり、デヴィッド・J・リップマンとウィリアム・R・ピアスンが、1985年に開発して論文を発表した。
当初はタンパク質のアミノ酸配列のシーケンスデータベースに対して、アミノ酸配列の類似性 (similarity) の検索を行うように設計された。FASTA の1988年のバージョンでは、DNAの塩基配列の類似性を検索する機能が加えられた。FASTA は FASTP よりも精巧なアルゴリズムで処理を行い、統計上の有意性を評価する。FASTA ソフトウェアパッケージには、タンパク質のアミノ酸配列やDNAの塩基配列のアライメントを行うための、いくつかのプログラムが含まれている。
FASTA は、"FAST-Aye"（ファストエー）と発音する。FASTA は、"FAST-P"（Protein; タンパク質）アライメント と "FAST-N"（Nucleotide; ヌクレオチド）アライメント の総称である、"FAST-All" を意味している。
FASTA ソフトウェアパッケージの現在のバージョンでは、次のようなことができる。なお、シーケンスデータベースに与える検索のシーケンスをクエリーという。
- 塩基配列クエリーで塩基配列データベースを検索
- 塩基配列クエリーをアミノ酸配列に翻訳してアミノ酸配列データベースを検索
- アミノ酸配列クエリーでアミノ酸配列データベースを検索
- アミノ酸配列クエリーで塩基配列データベース（アミノ酸配列に翻訳）を検索
- 複数のペプチド（短いペプチド鎖）をクエリーとしてアミノ酸配列データベースを検索

フレームシフト突然変異を考慮した検索も可能である。Smith-Watermanアルゴリズムを実装した SSEARCH でのシーケンスデータベースの検索・比較をすることもできる（処理速度は遅くなる）。
FASTA ソフトウェアパッケージの主な用途は、類似性の精密な統計値を計算することである。類似性の統計値を計算することにより、生物学者は、どのアライメントが妥当性が高いかを判断することや、相同性 (homology) を推測することができる。
FASTA ソフトウェアパッケージは、ヴァージニア大学のFTPサーバから提供されている。

## FASTAフォーマット
FASTA では、シーケンスデータの記述形式として FASTAフォーマットという形式を使う。FASTAフォーマットはプレーンテキストである。1つのシーケンスのデータは、">" で始まる1行のヘッダ行と、2行目以降の実際のシーケンス文字列で構成される。ヘッダ行では、">" の次にシーケンスデータを識別するための文字列を記述し、続けてそのシーケンスデータを説明する文字列を記述する（両方とも省略してよい）。ヘッダ行の ">" と識別文字列の間にスペースを入れてはいけない。FASTAフォーマットの全ての行は、80文字未満とすることが推奨される。">" で始まる別の行が出現すると、そこでシーケンスデータが区切られ、別のシーケンスデータが始まる。
FASTA ファイルフォーマットの例を示す。
```
>gi|5524211|gb|AAD44166.1| cytochrome b 
[
Elephas maximus maximus
]

LCLYTHIGRNIYYGSYLYSETWNTGIMLLLITMATAFMGYVLPWGQMSFWGATVITNLFSAIPYIGTNLV
EWIWGGFSVDKATLNRFFAFHFILPFTMVALAGVHLTFLHETGSNNPLGLTSDSDKIPFHPYYTIKDFLG
LLILILLLLLLALLSPDMLGDPDNHMPADPLNTPLHIKPEWYFLFAYAILRSVPNKLGGVLALFLSIVIL
GLMPFLHTSKHRSMMLRPLSQALFWTLTMDLLTLTWIGSQPVEYPYTIIGQMASILYFSIILAFLPIAGX
IENY
```

FASTAフォーマットでは、IUB/IUPAC で規定されているアミノ酸コードもしくは核酸コードで、シーケンス文字列を記述する。ただし、小文字で記述した場合は FASTA内部で自動的に大文字に変換される。また、"-"（ハイフン）でギャップを、"U" でセレノシステインを、"*" で翻訳終止を記述する。FASTAでは、クエリーのシーケンスに数字が含まれていると正しく処理をすることができない。FASTAで処理を行う前に、数字は、除去しておくか、適切な文字列（"N" は不明な核酸塩基、"X" は不明なアミノ酸 を意味する）に置き換えておく必要がある。
| 核酸のコード | 意味                                     |
| ------------ | ---------------------------------------- |
| A            | Adenosine （アデニン）                   |
| C            | Cytidine （シトシン）                    |
| G            | Guanine （グアニン）                     |
| T            | Thymidine （チミン）                     |
| U            | Uracil （ウラシル）                      |
| R            | G A （puRine, プリン）                   |
| Y            | T C （pYrimidine, ピリミジン）           |
| K            | G T （Ketone, ケトン）                   |
| M            | A C （aMino group, アミノ基）            |
| S            | G C （Strong interaction, 強い結合）     |
| W            | A T （Weak interaction, 弱い結合）       |
| B            | G T C (not A) （B, A の次の文字）        |
| D            | G A T (not C) （D, C の次の文字）        |
| H            | A C T (not G) （H, G の次の文字）        |
| V            | G C A (not T, not U) （V, U の次の文字） |
| N            | A G C T （aNy, 不明）                    |
| -            | ギャップ                                 |

| アミノ酸コード | 意味                                 |
| -------------- | ------------------------------------ |
| A              | アラニン                             |
| B              | アスパラギン酸 もしくは アスパラギン |
| C              | システイン                           |
| D              | アスパラギン酸                       |
| E              | グルタミン酸                         |
| F              | フェニルアラニン                     |
| G              | グリシン                             |
| H              | ヒスチジン                           |
| I              | イソロイシン                         |
| K              | リシン                               |
| L              | ロイシン                             |
| M              | メチオニン                           |
| N              | アスパラギン                         |
| P              | プロリン                             |
| Q              | グルタミン                           |
| R              | アルギニン                           |
| S              | セリン                               |
| T              | スレオニン                           |
| U              | セレノシステイン                     |
| V              | バリン                               |
| W              | トリプトファン                       |
| Y              | チロシン                             |
| Z              | グルタミン酸 もしくは グルタミン     |
| X              | 不明 (any)                           |
| *              | 翻訳終止                             |
| -              | ギャップ                             |